# Perbál
Perbál je vas na Madžarskem, ki upravno spada pod podregijo Pilisvörösvári Županije Pešta.